# دیگ (وبگاه)
دیگ یک وبگاه پیونددهی جمعی است که درابتدا بیشتر بر اخبار فناوری و دانش متمرکز بود ولی اخیراً قسمت‌های متنوع دیگری به خود اضافه کرده‌است از پزشکی گرفته تا خبرهای سرگرم‌کننده و سیاست.

## تاریخچه
دیگ در نوامبر ۲۰۰۴ به صورت آزمایشی به وسیله کوین رز٬اون بیرن٬رون گوردتزی و جی آدلسون راه‌اندازی شد
در ابتدا قرار بود نام سایت dignation باشد که کوین رز تصمیم گرفت نام کوچک‌تری به آن اختصاص دهد که نامdig انتخاب شد ولی چون این دامنه قبلاً استفاده شده بود نام digg را انتخاب کردند
به دنبال موفقیت نسبی سایت دیگ در اکتبر سال ۲۰۰۵ این سایت توانست یک کمک ۲٫۸ میلیون دلاری را دریافت کند. در میان کسانی که این سرمایه‌گذاری پرمخاطره را انجام داده بودند نام پیر امیدیار مؤسس ebay و مارک اندرسون مؤسس نت اسکیپ جلب توجه می‌کرد.
در ژوئیه سال ۲۰۰۵ نسخه دوم سایت راه‌اندازی شد در نسخه دوم دیگ امکانت جدیدی گذاشته شده بود امکان ایجاد لیست به وسیله وستان٬امکان دادن نمره مثبت در لینک‌ها در صفحه خبر و بدون هدایت به یک صفحه جدید از جمله پیشرفت‌های سایت بود
در ۲۶ ژوین ۲۰۰۶ نسخه سوم سایت راه‌اندازی شد که موضوعاتی همچون اخبار فناوری٬دانش٬تجارت٬ویدئو٬سرگرمی و بازی قابل مشاهده بود.

## پدیده دیگ
ترافیک سایت دیگ بسیار بالاست به‌طوری‌که سایت‌هایی که لینک آن‌ها در صفحه اول سایت دیگ وارد می‌شود به صورت متقابل بازکننده بسیار زیادی پیدا می‌کند. گاهی تعداد بازدیدکنندگان یک سایت از طریق دیگ بالا می‌رود که به علت اتمام پهنای باند سایت از کار می‌افتد به این حادثه اصطلاحاً پدیده دیگ گفته می‌شود.

## تعداد کاربران
در مارس ۲۰۰۷ تعداد کاربران دیگ از یک میلیون نفر گذشت.

## عملکرد
بازدیدکنندگان سایت همهٔ لینک‌های تازه را می‌توانند در صفحه اخبار و لینک‌های تازه ببینند. هنگامی که یک لینک به اندازه کافی رای جمع کند به صفحه آغازین سایت منتقل می‌شود.
بدون ثبت نام در سایت هم می‌توان از لینک‌های آن استفاده کرد ولی برای کامنت گذاشتن ٬اضافه کردن لینک و امتیازدهی به لینک‌های دیگر٬ثبت نام ضروری است. سایت دیگ همچنین این امکان را فراهم آورده‌است که وقتی یک کاربر به لینکی امتیاز می‌دهد آن خبر به صورت خودکار به وبلاگش ارسال شود.

## دیگ و ابزارهایش
1. پخش زنده سایت دیگ
2. نمایش لینک‌های سایت دیگ در وبلاگ

## شبه دیگ
رویکرد جالب سایت دیگ و نوع خاص لینک‌دهی در آن باعث شده‌است٬سایت‌های زیادی از این سایت تقلید کنند و کلون‌هایی از این سایت بسازند که معروفترین نوع فارسی اش بالاترین است.